# Église de la Nativité-de-la-Sainte-Vierge de Cuisy-en-Almont
L'église de la Nativité-de-la-Sainte-Vierge est une église située à Cuisy-en-Almont, en France.

## Localisation
L'église est située sur la commune de Cuisy-en-Almont, dans le département de l'Aisne.

## Historique
Cette église date du XIIe siècle ; elle est en partie refaite aux XVe  et  XVIe siècles. 
Le monument est classé au titre des monuments historiques en 1919.